# شلاختووا
شلاختووا (به لهستانی:  Szlachtowa) یک روستا در لهستان است که در گمینا شچاونگتسا واقع شده‌است.